# إبين جينكس لوميس
إبين جينكس لوميس (بالإنجليزية: Eben Jenks Loomis) (و. 1828 – 1912 م) هو عالم فلك من الولايات المتحدة الأمريكية.
توفي عن عمر يناهز 84 عاماً.

## التعليم
تعلم في جامعة هارفارد.